# Puchar Niemiec w piłce nożnej (1964/1965)
Puchar Niemiec w piłce nożnej mężczyzn 1964/1965 – 22. edycja rozgrywek mających na celu wyłonienie zdobywcy Pucharu Niemiec, który uzyskał tym samym prawo gry w kwalifikacjach Pucharu Zdobywców Pucharów (1965/1966). Tym razem trofeum wywalczyła Borussia Dortmund. Finał został rozegrany na Niedersachsenstadion w Hanowerze.

## Plan rozgrywek
Rozgrywki szczebla centralnego składały się z 5 części:
- Runda 1: 16 stycznia 1965
- Runda 2: 6-17 lutego 1965
- Ćwierćfinał: 27 lutego 1965
- Półfinał: 7 kwietnia 1965
- Finał: 22 maja 1965 roku na Niedersachsenstadion w Hanowerze

## Pierwsza runda
Mecze rozegrano 16 stycznia 1965 roku.
| Drużyna 1             | Wynik      | Drużyna 2              |
| --------------------- | ---------- | ---------------------- |
| Altonaer FC von 1893  | 0:5        | Hannover 96            |
| VfR Frankenthal       | 0:5        | VfB Stuttgart          |
| TSV Schwaben Augsburg | 5:7 (dog.) | Schalke Gelsenkirchen  |
| 1. FC Nürnberg        | 2:0        | FC Köln                |
| Rot-Weiss Oberhausen  | 5:0        | TSG Ulm 46             |
| FC Kaiserslautern     | 3:0        | Karlsruher FV          |
| Westfalia Herne       | 3:4 (dog.) | Tennis Borussia Berlin |
| Preußen Münster       | 0:1        | Borussia Dortmund      |
| VfL Osnabrück         | 1:3        | Alemannia Aachen       |
| 1. FSV Mainz 05       | 1:0        | Werder Brema           |
| Hessen Kassel         | 0:2        | Hamburger SV           |
| SuS Northeim          | 0:1        | Meidericher SV         |
| Eintracht Frankfurt   | 2:1        | Borussia Neunkirchen   |
| VfL Wolfsburg         | 3:4        | TSV 1860 Monachium     |
| Kickers Offenbach     | 2:4        | Wormatia Worms         |
| Hertha BSC            | 1:5        | Eintracht Brunszwik    |

## Druga runda
Mecze rozegrano od 6 lutego do 17 lutego 1965 roku.
| Drużyna 1              | Wynik      | Drużyna 2             |
| ---------------------- | ---------- | --------------------- |
| Eintracht Frankfurt    | 1:2        | Schalke Gelsenkirchen |
| 1. FSV Mainz 05        | 2:2 (dog.) | TSV 1860 Monachium    |
| Wormatia Worms         | 0:2        | VfB Stuttgart         |
| 1. FC Nürnberg         | 3:1        | Hamburger SV          |
| Meidericher SV         | 0:1        | Eintracht Brunszwik   |
| FC Kaiserslautern      | 1:3        | Hannover 96           |
| Tennis Borussia Berlin | 1:2        | Borussia Dortmund     |
| Rot-Weiss Oberhausen   | 0:1        | Alemannia Aachen      |

### Mecze powtórzone
| Drużyna 1          | Wynik | Drużyna 2       |
| ------------------ | ----- | --------------- |
| TSV 1860 Monachium | 1:2   | 1. FSV Mainz 05 |

## Ćwierćfinały
Mecze rozegrano 27 lutego 1965 roku.
| Drużyna 1             | Wynik | Drużyna 2         |
| --------------------- | ----- | ----------------- |
| Eintracht Brunszwik   | 0:2   | Borussia Dortmund |
| Schalke Gelsenkirchen | 4:2   | VfB Stuttgart     |
| Alemannia Aachen      | 2:1   | Hannover 96       |
| 1. FSV Mainz 05       | 0:3   | 1. FC Nürnberg    |

## Półfinały
Mecze rozegrano 7 kwietnia 1965 roku.
| Drużyna 1         | Wynik      | Drużyna 2             |
| ----------------- | ---------- | --------------------- |
| Borussia Dortmund | 4:2        | 1. FC Nürnberg        |
| Alemannia Aachen  | 4:3 (dog.) | Schalke Gelsenkirchen |

## Finał
| 22 maja 1965 16:00 CEST | Borussia Dortmund · Schmidt 10' · Emmerich 18' | 2:00:0Raport | Alemannia Aachen | Niedersachsenstadion, Hanower Widzów: 55 000 Sędzia: Rudibert Jacobi (Heidelberg) |
|                         |                                                |              |                  |                                                                                   |

| BORUSSIA DORTMUND: |   |                      |
|                    |   |                      |
| BR                 | 1 | Hans Tilkowski       |
| OB                 |   | Gerhard Cyliax       |
| OB                 |   | Theodor Redder       |
| OB                 |   | Dieter Kurrat        |
| OB                 |   | Wolfgang Paul        |
| PO                 |   | Hermann Straschitz   |
| PO                 |   | Wilhelm Sturm        |
| PO                 |   | Alfred "Aki" Schmidt |
| NA                 |   | Reinhold Wosab       |
| NA                 |   | Friedhelm Konietzka  |
| NA                 |   | Lothar Emmerich      |
| Trener:            |   |                      |
| Hermann Eppenhoff  |   |                      |

| ALEMANNIA AACHEN: |   |                    |
|                   |   |                    |
| BR                | 1 | Gerhard Prokop     |
| OB                |   | Werner Nievelstein |
| OB                |   | Herbert Krisp      |
| OB                |   | Christian Breuer   |
| OB                |   | Josef Thelen       |
| OB                |   | Erwin Hermandung   |
| PO                |   | Alfred Glenski     |
| PO                |   | Wilhelm Krieger    |
| PO                |   | Josef Martinelli   |
| NA                |   | Franz-Josef Nacken |
| NA                |   | Herbert Gronen     |
| Trener:           |   |                    |
| Oswald Pfau       |   |                    |

| Puchar Niemiec w piłce nożnej 1964–1965 Zwycięzcy |
| ------------------------------------------------- |
| Borussia Dortmund 1. Tytuł                        |